# A Million Ways to Die in the West
A Million Ways to Die in the West is een Amerikaanse westernkomedie, geregisseerd door Seth MacFarlane.

## Verhaal
Schapenherder Albert raakt zijn vriendin kwijt nadat hij de benen neemt tijdens een duel. Door het incident durft Albert niet meer onder de mensen te komen. Het tij keert wanneer hij verliefd wordt op een knappe vrouw. Wanneer haar man, een beruchte crimineel, de relatie ontdekt, daagt hij hem uit voor een ultiem duel.

## Rolverdeling
| Acteur              | Personage               |
| ------------------- | ----------------------- |
| Seth MacFarlane     | Albert Stark            |
| Charlize Theron     | Anna Barnes-Leatherwood |
| Amanda Seyfried     | Louise                  |
| Liam Neeson         | Clinch Leatherwood      |
| Giovanni Ribisi     | Edward                  |
| Neil Patrick Harris | Foy                     |
| Sarah Silverman     | Ruth                    |
| Christopher Hagen   | George Stark            |
| Wes Studi           | Cochise                 |
| Matt Clark          | oude goudzoeker         |
| Evan Jones          | Lewis                   |
| Aaron McPherson     | Ben                     |
| Rex Linn            | Sheriff / verteller     |
| Brett Rickaby       | Charlie Blanche         |
| Alex Borstein       | Millie                  |